# جونيور وتن
جونيور وتن (بالإنجليزية: Junior Wooten)‏ هو لاعب كرة قاعدة أمريكي، ولد في 16 يناير 1924 في بيلزير في الولايات المتحدة، وتوفي في 12 أغسطس 2006 في ويليامستون في الولايات المتحدة.

## وصلات خارجية
- جونيور وتن على موقعبيزبول رفرنس.كوم (الدوري الرئيسي) (الإنجليزية)
- جونيور وتن على موقعبيزبول رفرنس.كوم (الدوري الثانوي) (الإنجليزية)